# SITRANS
SITRANS – nazwa linii produktów Siemensa, w której skład wchodzą czujniki i przetworniki pomiarowe oraz przyrządy zabezpieczenia procesu. Należące do niej urządzenia wykorzystują różnorodne technologie, aby zrealizować przydzielone im zadania oraz posługują się znanymi protokołami komunikacyjnymi podczas przesyłania danych.
Urządzenia SITRANS są elementem koncepcji Totally Integrated Automation.

## Produkty
- SITRANS P – przetworniki ciśnienia
- SITRANS T – przetworniki temperatury
- SITRANS F – przetworniki przepływu
- SITRANS L – przetworniki poziomu
- SITRANS I – zasilacze i separatory